# Белгули
Белгули (англ. Belgooly; ирл. Béal Guala) — деревня в Ирландии, находится в графстве Корк (провинция Манстер).
В деревне есть памятник «Голос его хозяина» (His Masters Voice), посвящённый человеку, зовущему потерявшегося пса. В Белгули проводится «сельскохозяйственное шоу» и «паровые гонки».
26 августа 1944 года рядом с Белгули упал самолёт Военно-воздушных сил Германии Junkers Ju 88, сбитый выстрелом 615го Эскадрона RAF.

## Демография
Население — 535 человек (по переписи 2006 года).
Данные переписи 2006 года:
| Общие демографические показатели |               |                               |                               |      |      |
| Всё население                    | Всё население | Изменения населения 2002—2006 | Изменения населения 2002—2006 | 2006 | 2006 |
| 2002                             | 2006          | чел.                          | %                             | муж. | жен. |
| -                                | 535           | 535                           | -                             | 270  | 265  |